# Турніри 1-ї категорії WTA 2008
Нижче наведено турніри 1-ї категорії в рамках Туру WTA 2008.
| Тиждень              | Турнір                                           | Переможець                       | Фіналіст                          | Півфіналістки                      | Чвертьфіналістки                                                      |
| -------------------- | ------------------------------------------------ | -------------------------------- | --------------------------------- | ---------------------------------- | --------------------------------------------------------------------- |
| 18 лютого            | Qatar Total Open 2008 Доха, Катар                | Марія Шарапова 6–1, 2–6, 6–0     | Віра Звонарьова                   | Агнешка Радванська Лі На           | Домініка Цібулкова Каролін Возняцкі Єлена Янкович Сібіль Баммер       |
| 18 лютого            | Qatar Total Open 2008 Доха, Катар                | Peschke Stubbs 6–1, 5–7, 10–7    | Блек Huber                        | Агнешка Радванська Лі На           | Домініка Цібулкова Каролін Возняцкі Єлена Янкович Сібіль Баммер       |
| 10 березня (2 тижні) | Pacific Life Open 2008 Індіан-Веллс, США         | Ана Іванович 6–4, 6–3            | Світлана Кузнецова                | Єлена Янкович Марія Шарапова       | Віра Звонарьова Ліндсі Девенпорт Даніела Гантухова Агнешка Радванська |
| 10 березня (2 тижні) | Pacific Life Open 2008 Індіан-Веллс, США         | Safina Весніна 6–1, 1–6, 10–8    | Yan Ц Чжен                        | Єлена Янкович Марія Шарапова       | Віра Звонарьова Ліндсі Девенпорт Даніела Гантухова Агнешка Радванська |
| 24 березня (2 тижні) | Sony Ericsson Open 2008 Miami, США               | Серена Вільямс 6–1, 5–7, 6–3     | Єлена Янкович                     | Світлана Кузнецова Віра Звонарьова | Жустін Енен Вінус Вільямс Олена Дементьєва Дінара Сафіна              |
| 24 березня (2 тижні) | Sony Ericsson Open 2008 Miami, США               | Srebotnik Суґіяма 7–5, 4–6, 10–3 | Блек Huber                        | Світлана Кузнецова Віра Звонарьова | Жустін Енен Вінус Вільямс Олена Дементьєва Дінара Сафіна              |
| 14 квітня            | Family Circle Cup 2008 Чарлстон, США             | Серена Вільямс 6–4, 3–6, 6–3     | Віра Звонарьова                   | Олена Дементьєва Алізе Корне       | Єлена Янкович Патті Шнідер Агнеш Савай Марія Шарапова                 |
| 14 квітня            | Family Circle Cup 2008 Чарлстон, США             | Srebotnik Суґіяма 6–2, 6–2       | Gallovits Govortsova              | Олена Дементьєва Алізе Корне       | Єлена Янкович Патті Шнідер Агнеш Савай Марія Шарапова                 |
| 5 травня             | Qatar Telecom German Open 2008 Berlin, Німеччина | Дінара Сафіна 3–6, 6–2, 6–2      | Олена Дементьєва                  | Вікторія Азаренко Ана Іванович     | Серена Вільямс Альона Бондаренко Єлена Янкович Агнеш Савай            |
| 5 травня             | Qatar Telecom German Open 2008 Berlin, Німеччина | Блек Huber 3–6, 6–2, 10–2        | Llagostera Vives Martínez Sánchez | Вікторія Азаренко Ана Іванович     | Серена Вільямс Альона Бондаренко Єлена Янкович Агнеш Савай            |
| 12 травня            | Internazionali d'Italia 2008 Rome, Італія        | Єлена Янкович 6–2, 6–2           | Алізе Корне                       | Анна Чакветадзе Марія Шарапова     | Цветана Піронкова Серена Вільямс Вінус Вільямс Патті Шнідер           |
| 12 травня            | Internazionali d'Italia 2008 Rome, Італія        | Chan Chuang 7–6(7–5), 6–3        | Benešová Husárová                 | Анна Чакветадзе Марія Шарапова     | Цветана Піронкова Серена Вільямс Вінус Вільямс Патті Шнідер           |
| 28 липня             | Rogers Cup 2008 Монреаль, Канада                 | Дінара Сафіна 6–2, 6–1           | Домініка Цібулкова                | Маріон Бартолі Вікторія Азаренко   | Таміра Пашек Світлана Кузнецова Ай Суґіяма Єлена Янкович              |
| 28 липня             | Rogers Cup 2008 Монреаль, Канада                 | Блек Huber 6–1, 6–1              | М Кириленко Ф Пеннетта            | Маріон Бартолі Вікторія Азаренко   | Таміра Пашек Світлана Кузнецова Ай Суґіяма Єлена Янкович              |
| 15 вересня           | Toray Pan Pacific Open 2008 Токіо, Японія        | Дінара Сафіна 6–1, 6–3           | Світлана Кузнецова                | Катарина Среботнік Надія Петрова   | Єлена Янкович Олена Дементьєва Кая Канепі Агнешка Радванська          |
| 15 вересня           | Toray Pan Pacific Open 2008 Токіо, Японія        | King Н Петрова 6–1, 6–4          | Реймонд С Стосур                  | Катарина Среботнік Надія Петрова   | Єлена Янкович Олена Дементьєва Кая Канепі Агнешка Радванська          |
| 6 жовтня             | Кубок Кремля 2008 Москва, Росія                  | Єлена Янкович 6–2, 6–4           | Віра Звонарьова                   | Олена Дементьєва Дінара Сафіна     | Флавія Пеннетта Надія Петрова Домініка Цібулкова Світлана Кузнецова   |
| 6 жовтня             | Кубок Кремля 2008 Москва, Росія                  | Н Петрова Srebotnik 6–4, 6–4     | Блек Huber                        | Олена Дементьєва Дінара Сафіна     | Флавія Пеннетта Надія Петрова Домініка Цібулкова Світлана Кузнецова   |